# Kijohime
Kiyohime (vagy csak Kiyo) a japán irodalom egyik leghíresebb gonosztevője, és az egyik legjobb példa a honnari hannya-ra, ami démon nőt jelent, aki elnyerte a legmagasabb erőt.
A japán néphiedelem szerint Kiyohime eredetileg egy falu főnek, vagy egy földesúrnak, Shóji lánya (máshol az özvegye) volt, a Hidaka folyó partján. A család elég tehetős volt ahhoz, hogy fogadjon és elszállásoljon utazó papokat, akik rendszeresen látogatták vidéket a szentélyhez vezető útjukon, ahol ascetikus rituálékat végeztek.
Kiyohimét japánban, sokszor az őrület és a megőrülés jelképeként használták.

## Történeti háttér
Legendák szerint, nagyon régen, még Daigo császár uralkodása idején, egy Anchin nevű fiatal pap rendszeresen zarándokolt Mutsuko to Kumanoból erre a vidékre. Ezt a zarándokutat minden évben megtette és minden évben a Masago no Shőji családnál szállt meg. Anchin egy különösen jóképű férfi volt, és rögtön megragadta Kiyohime figyelmét, aki a ház urának a lánya volt. Kiyohome egy rendkívül kibírhatatlan teremtés volt, és nem hagyta békén a fiatal papot, aki hogy megnyugtassa a lányt, viccből megígérte neki, hogyha jól viselkedik, de tényleg nagyon jól, akkor ha elég idős lesz feleségül veszi és elvisi magával vissza Mutsuba.
Kiyohime minden évben epekedve várta Anachin visszatértét, de mivel megígérte, hogy jól viselkedik, egyik évben sem hozakodott elő vágyaival. Anachin úgy gondolta, a lány már régen elfelejtette az ígéretet. Azonban abban az évben mikor a lány elég idős lett, emlékeztette a papot a régen tett ígéretére, és megkérte, hogy vegye feleségül. Anachin bűntudatot érzett, kétségbeesett, hogy a lány komolyan vette ígéretét és hogy ennyi idő után is így ragaszkodik hozzá, de mivel nem adhatta meg neki amit akart ismét hazudott. Azt mondta kiyohimének, hogy befejezi a zarándokútját és visszajön érte. Azonban visszaúton elkerülte Masago no Shőjit és egyenesen Mutsu felé vette az irányt. Mikor a lány rájött, hogy megtévesztették, szörnyen elszomorodott, és egyből a férfi után szaladt, annyira sietett, hogy még a cipőjét sem vette föl. Elhatározta, hogy ha törik ha szakad, feleségül megy hozzá. Anchin olyan gyorsan menekült ahogy csak tudott, de a lány utolérte őt a Dőjo-ji szentély felé vezető úton. Ekkor a fiatal pap, ahelyett hogy megbeszélte volna vele a dolgot, úgy tett mintha nem is ismerné, és hogy hagyja békén mert egy fontos találkozója van. Ettől kiyohiménél elszakadt a cérna és a szomorúsága, mindent elsöprő dühvé változott. Kiyohime rátámadt a hazug papra, hogy megbüntesse. Anachin Kumano istenhez imádkozott, hogy védje meg a lány haragjától. Egy isteni fény ragyogott fel Kiyohime szemében, ami egy pillanatra megbénította a testét, így Anchinnak alkalma nyílt a menekülésre. Azonban ez az isteni közbeavatkozás a lányt a tűrőképessége szélére tolta, haragja olyan nagy lett hogy dühében egy hatalmas tűzokádó kígyóvá változott. Amikor Anchin elért a Hidaka folyóhoz, fizetett a révésznek és könyörgött, hogy ne engedje át üldözőjét a folyón. Mikor árért a szentélyen keresett menedéket. Kiyohime azonban a révészt teljesen figyelmen kívül hagyva átúszott a folyón.
Ahogy a Dőjő-ji szentély papjai látták közeledni a hatalmas kígyót, Anechint elrejtették egy hatalmas templomi harang alá, azonban Kiyohime kiszagolta a kétségbeesett férfit. A kétségbeesés és a düh átvette a hatalmat a lány fölött és a harang köré tekeredve addig okádott tüzet a harangra, míg a bronz fehéren nem izzott. Élve megsütötte szerelmét. Mikor ráeszmélt mit tett a folyóba vetette magát és belefulladt.

## Megjelenése más helyeken
A Fate-Grand Order című mobilos játékban is megjelenik mind Berserker, mind Lancer servant, mindkettő az őrülethez kapcsolható.
A Megami Tensei videójáték sorozatban is megjelenik, mint démon.
A Honor videójátékban az Aramusha karakternek van egy "Kiyohime's Embrace" nevű testreszabható kardja, amely kígyómérlegekkel van ellátva a pengék hegyén, és a pengéken futó jelek, mintha részlegesen megolvadnának.
A My-HiME című animében a 12 hercegnő közül a legfiatalabb
Onmyoji és onmyoji arena moba videójatkban is szerepel játszható karakter alsó teste kígyó felső teste pedig gyönyörű lány